# Effractilis subtilis
Effractilis subtilis là một loài bướm đêm trong họ Noctuidae.